# اس تاج شمالی
اس تاج شمالی یک ستاره است که در صورت فلکی تاج شمالی قرار دارد.